# Codex Athous Dionysius
Codex Athous Dionysious (Gregory-Aland no. Ω albo 045), ε 61 (von Soden) – grecki kodeks uncjalny Nowego Testamentu z tekstem czterech Ewangelii, paleograficznie datowany na IX wiek. Kodeks przechowywany jest w klasztorze św. Dionizego (10) 55, na Górze Athos. Zawiera marginalia oraz księgi liturgiczne. Tekst reprezentuje bizantyńską tradycję tekstualną, jest nisko oceniany przez biblistów i rzadko cytowany w krytycznych wydaniach Nοwego Testamentu. 

## Opis
Kodeks zawiera 259 pergaminowych kart (22 na 16 cm), z tekstem czterech Ewangelii. Pergamin jest gruby, zapisany atramentem barwy brunatnej. Tekst pisany jest w dwóch kolumnach na stronę, 19-22 linijek w kolumnie, 13-15 liter w linijce. Tekst ewangelii zawiera tylko jedną lukę w Łk 1,15-28. Litery są wielkie, pierwsze linijki pisane są czerwonym atramentem, występują inicjały. Tekst stosuje przydechy i akcenty. Pisany jest uncjałą, która posiada cechy minuskuły. 
Tekst ewangeliczny jest dzielony według dwóch systemów, według dłuższych jednostek, κεφαλαια (rozdziały), których numery umieszczono na marginesie bocznym, a w górnym marginesie ponad tekstem ewangelicznym znajdują się ich τιτλοι (tytuły rozdziałów). Przed każdą Ewangelią umieszczono ponadto listę κεφαλαια (spis treści). Tekst dzielony jest również według krótszych jednostek – Sekcji Ammoniusza (w Marku 234 sekcji), z odniesieniami do Kanonów Euzebiusza (pisane na marginesie pod numerami Sekcji Ammoniusza). 
Na końcu rękopisu umieszczone zostały księgi liturgiczne z żywotami świętych: Synaksarion i Menologium. Na marginesach oznakowane zostały teksty wykorzystywane do czytań liturgicznych, dzięki czemu rękopis został przystosowany do użytku liturgicznego. Przed każdą Ewangelią znajdują się portrety Ewangelistów. Zawiera ponadto noty muzyczne, noty marginalne i numery στιχοι na końcu każdej Ewangelii. 

## Tekst
Grecki tekst kodeksu przekazuje tekst bizantyński, z pewną liczbą aleksandryjskich naleciałości. Hermann von Soden zaliczył go do rodziny tekstualnej K1, która jego zdaniem jest najwcześniejszą formą tekstu bizantyjskiego, i uznał go za trzeci dobry rękopis tekstu bizantyjskiego (po S i V). Aland nadał mu profil tekstualny 2081 1041/2 32 10S. Profil ten oznacza, że kodeks wspiera tekst bizantyński przeciwko „oryginalnemu” w 208 miejscach, współbrzmi zarówno z tekstem bizantyńskim jak i „oryginalnym” w 104 miejscach, wspiera tekst „oryginalny” przeciwko bizantyńskiemu w 3 miejscach. Ponadto kodeks posiada 10 sobie właściwych wariantów. W oparciu o ten profil tekst rękopisu został zaklasyfikowany do kategorii V, co oznacza, że jest nieprzydatny dla odtworzenia oryginalnego tekstu Nowego Testamentu. 
Według Claremont Profile Method, tj. metody wielokrotnych wariantów, należy do rodziny tekstualnej Kx (standardowy tekst bizantyński). Metodą tą przebadano jednak tylko trzy rozdziały Ewangelii Łukasza (1; 10; 20), przy czym w Łk 1 rękopis ma niepełny tekst. Według Frederika Wissego nie istnieją wystarczające przesłanki dla utworzenia odrębnej rodziny tekstualnej dla grupy rękopisów pokrewnych z rękopisem 045 (jak chciał von Soden); całą tę grupę Wisse zaliczył do rodziny Kx, w ramach której tworzy grupę Cl Ω. Wisse potwierdził przypuszczenie von Sodena, że rękopis prezentuje wczesną formę rodziny Kx, jednak brakuje wystarczających przesłanek, by sądzić, że właśnie z niej wyewoluowały pozostałe formy rodziny Kx (jak chciał von Soden). Jednak ocena Wissego opiera się tylko na trzech rozdziałach Ewangelii Łukasza. Robert Waltz zaznaczył, że czas, w jakim powstał rękopis, sugeruje jednak, że jest to najwcześniejsza forma Kx.
Zawiera sporne, nie występujące w innych rękopisach teksty Mt 10,37b; 16,2b-3 (znaki czasu); Łk 22,43-44 (krwawy pot Jezusa); J 5,4 i Pericope adulterae (J 7,53-8,11). Mt 10,37b; Łk 22,43-44 i J 7,53-8,11 zostały oznakowane na marginesie obeliskiem (÷) jako wątpliwe. Mt 21,20 został omyłkowo pominięty przez oryginalnego skrybę, lecz dodany został przezeń później na marginesie. 
W Jana 1,28 przekazuje wariant βηθανια (zamiast βηθαβαρα), tak jak aleksandryjskie rękopisy. W Jana 5,25 przekazuje „Syn Człowieczy” zamiast „Syn Boży”. Nazwa miasta Nazaret jest transkrybowana na dwa sposoby, albo jako Ναζαρεθ (Łk 2,39.51; J 1,46.47), jak w aleksandryjskich rękopisach, albo Ναζαρετ (Łk 1,26; 2,4), jak w bizantyjskich, Mojżesz jako Μωυσης (Mt 8,4; 17,3; 23,2; Łk 16,29.31; 24,27; J 1,45; 3,14; 5,46; 7,22.23; 9,28.29) albo Μωσης (J 5,45; 6,32), podobnie κραβαττον (J 5,8.9.10.11) i κραββατον (Mk 2,4.9.11.12). 

## Historia

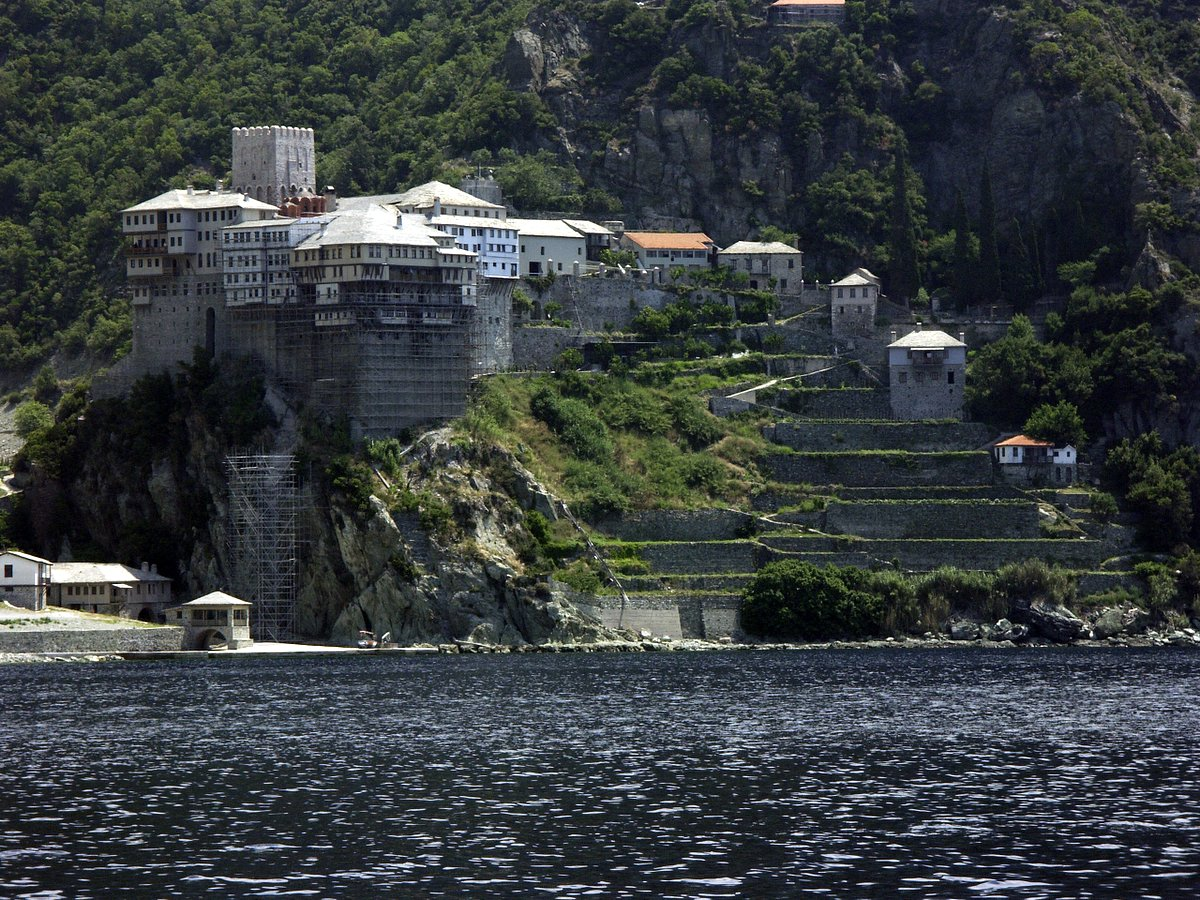
Klasztor św. Dionizego

C.R. Gregory datował rękopis na wiek VIII lub IX. Aland datował na wiek IX, INTF datuje na wiek IX. 
Odkrywcą rękopisu jest Gregory, który odwiedził klasztor św. Dionizego na Athosie, widział rękopis 28 sierpnia 1886 roku i sporządził krótki jego opis. W roku 1890 wciągnął go na listę rękopisów Nowego Testamentu i nadał mu siglum Ω. W roku 1908 Gregory nadał mu siglum 045. 
W 1921 Robert P. Blake sfotografował rękopis. Jego tekst był badany przez Mary W. Winslow, która skolacjonowała go w oparciu o fotografie wykonane przez Blake'a. Tekst rękopisu był kolacjonowany przeciwko textus receptus z wydania bpa Lloyda z 1701. Artykuł został wydany przez Kirsopp Lake'a oraz Silva Lake. Russell Champlin oraz Jacob Greelings zbadali tekst rękopisu na tle pokrewnych rękopisów.
Rękopis jest cytowany w niektórych krytycznych wydaniach greckiego Nowego Testamentu. Był cytowany w UBS3. Natomiast UBS4 nie cytuje go. Nie był cytowany w NA26, NA27, NA28. Krytycy tekstu są zdania, że rękopis jest nieprzydatny w próbach rekonstrukcji oryginalnego tekstu Nowego Testamentu, jest natomiast ważny dla poznania wczesnej historii tekstu bizantyńskiego.